# Зыков, Евгений Кириллович
Евге́ний Кири́ллович Зы́ков (20 февраля 1932, село Барановка, Украинская ССР, СССР — 3 февраля 1957, Антарктида) — студент-практикант пятого курса Ленинградского высшего инженерного морского училища имени адмирала С. О. Макарова (Ленинград), штурман, погибший в Антарктиде, в честь которого назван остров Зыкова.

## Биография
Родился в 1932 году в селе Барановка Черниговской области в семье крестьянина. Сразу после его рождения семья переехала в Алтайский край.
В 1952 году поступил в Ленинградское высшее инженерное морское училище им. адмирала С. О. Макарова.
Курсантом пятого курса направлен на практику на дизель-электроход «Лена».
Погиб в Антарктиде 3 февраля 1957 года вместе с Николаем Буромским во время 2-й советской Антарктической экспедиции в трёх километрах к западу от станции «Мирный», когда произошёл обвал кромки ледяного барьера и лёд (припай) рухнул на палубу ледокола «Обь».
Был похоронен в Антарктиде в скальных нишах вместе с Николаем Буромским на вершине безымянного острова — который в дальнейшем получил наименование Остров Буромского в честь Николая Буромского. И в честь Евгения Зыкова был назван соседний безымянный необитаемый остров — остров Зыкова. Также в честь Е. К. Зыкова был назван ледник в Антарктиде (открыт и нанесён на карту в 1958 году).

Евгений Зыков, немногословный, спокойный, основательный. Курсантов в экспедиции несколько человек, и все связаны тесной дружбой. Все за одного, один за всех! И я тянусь к их группе. Женя Зыков как бы цементирует нас своим твердым взрослым характером. … 
С 1957 года не оставляло меня чувство, что я должен написать о своих погибших товарищах. Я снова и снова плавал в Антарктиду. Для них же та экспедиция осталась первой и последней. Пытался я написать рассказ. Но даже доля выдумки, необходимой в этом жанре, показалась мне неуместной.— Владимир Игоревич Бардин, 1981 год

## Семья
- Брат — Иван Кириллович Зыков (1920—2015) — доктор технических наук, профессор Военно-космической академии имени А. Ф. Можайского.